# Lessoc
Lessoc (toponimo francese) è una frazione di 184 abitanti del comune svizzero di Haut-Intyamon, nel Canton Friburgo (distretto della Gruyère).

## Storia

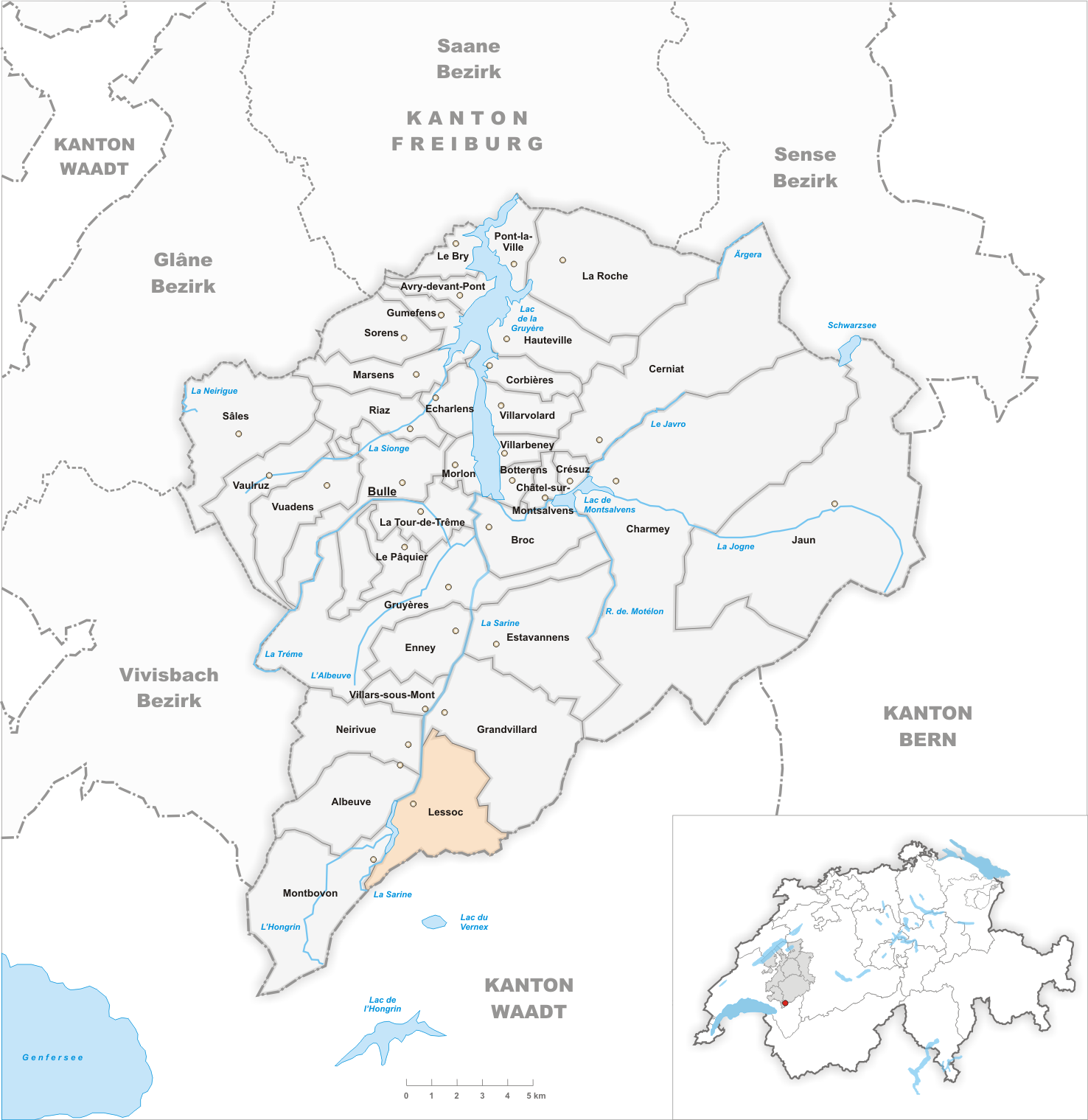
Il territorio del comune di Lessoc prima degli accorpamenti comunali del 2002

Già comune autonomo che comprendeva anche la frazione di Le Buth, il 1º gennaio 2002 è stato accorpato agli altri comuni soppressi di Albeuve, Montbovon e Neirivue per formare il nuovo comune di Haut-Intyamon.

## Monumenti e luoghi d'interesse

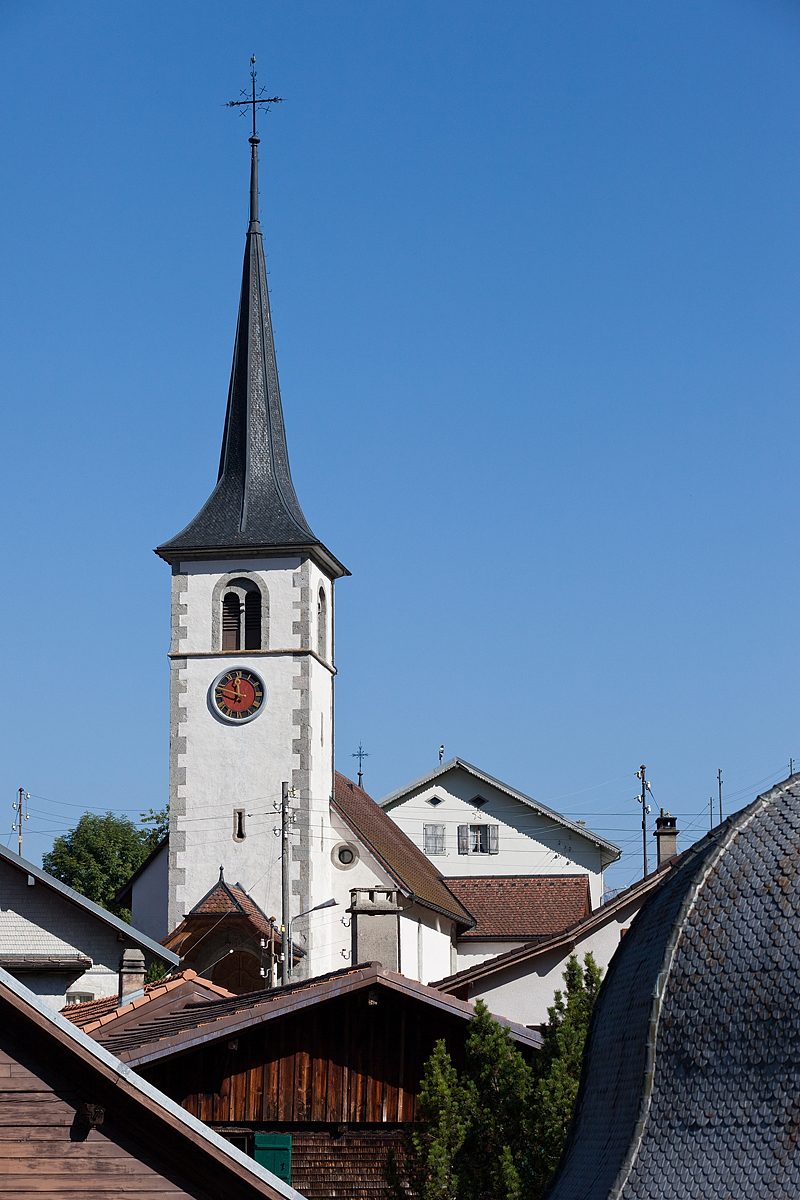
La chiesa cattolica di San Martino

- Chiesa cattolica di San Martino, eretta nel 1365 e ricostruita nel XVII secolo[1].

## Società

### Evoluzione demografica
L'evoluzione demografica è riportata nella seguente tabella:
Abitanti censiti

## Infrastrutture e trasporti
Lessoc è servito dall'omonima stazione sulla ferrovia Palézieux-Bulle-Montbovon.

## Amministrazione
Ogni famiglia originaria del luogo fa parte del comune patriziale che ha la responsabilità della manutenzione di ogni bene comune.